# Tour d'en Penjat
La tour de défense côtière d'En Penjat (aussi appelée Tour Stuart par les britanniques à l'époque de leur domination de Minorque) est une tour de type Martello construite sur la colline du Turc à côté du Fort de Marlborough sur la cala de San Esteban. Elle fut bâtie par les anglais en 1789. C'est une des seules encore en bon état et où on peut accéder. Elle servait à protéger l'entrée du port de Mahón. Elle appartient au Ministère de la Défense Espagnol.
Son nom officiel, lorsqu'elle fut bâtie, était Tour Stuart, car c'est le général Stuart, gouverneur britannique de Minorque en 1798, qui en avait ordonné la construction. Peu après elle reçut le nom populaire d'El Penjat (Le pendu en catalan) parce que c'est là que se trouvait la potence où l'on exécutait les condamnés du château de Saint Philippe.
Au XVIIIe siècle, pendant la première domination britannique de Minorque, les britanniques ont bâti la forteresse Marlborough dans le port de Mahón, mais celle-ci a subi deux sièges âpres qui leur ont fait perdre temporairement la domination du port et de l'île. Aussi, en 1781, pendant la deuxième domination britannique, ils ont renforcé et restructuré le fort. Le chef des ingénieurs, le capitaine Robert d'Arcy, a conçu et fait construire la tour d'en Penjat et l'a reliée au fort par un parapet de pierre, de sorte qu'ils puissent disposer du fort Marlborough restructuré, du château de Saint Philippe et de la tour d'en Penjat comme des pôles fortifiés du port.

## Architecture
Il s'agit d'une tour de type Martello, très souvent utilisée par les anglais. Elle avait pour but de défendre l'artillerie de la côte qui se situait sur la terrasse supérieure. Cette tour avait deux étages et une terrasse supérieure.
Ses dimensions permettaient de loger une petite garnison avec des vivres pour résister à un siège d'une dizaine de jours.
Le rez-de-chaussée était divisé en différentes pièces: un magasin de rechange de poudre, une réserve de vivres, un supplément d'armes et un aljibe (citerne souterraine).
Au premier étage, le principal, il y avait l'accès depuis l'extérieur et deux logements: l'un pour l'officier et l'autre pour la troupe. A partir de ce niveau on accédait moyennant un escalier en colimaçon à la terrasse située près de la porte principale. A l'autre extrémité il y avait un escalier qui reliait les deux étages.
La terrasse supérieure était la plate-forme d'artillerie, d'où l'on défendait la tour.
Par la terre, la tour était protégée par une douve et par deux murs qui se prolongeaient vers la mer. Le mur qui partait vers le nord arrivait jusqu'au fort de Marlborough. 
Plusieurs années après sa construction, la tour a subi des modifications telles qu'un accès par le rez-de-chaussée, un local dans la douve et un observatoire sur la terrasse.
La Tour, d'abord un lieu où situer l'artillerie, est devenue ensuite un espace d'où surveiller la côte.

## Restauration
La tour d'en Penjat a été restaurée en 1989: la douve a été nettoyée, le bâtiment adossé à la tour a été démoli et l'accès du rez-de-chaussée a été fermé pour habiliter l'accès original par le premier étage. Une échelle de fer et une porte neuve ont été installées à cette entrée.
Sur la terrasse supérieure une chambre pour loger l'artillerie bâtie en 1947 a été supprimée.
Avec ces modifications, la tour a retrouvé sa conception originelle selon le plan de 1798.